# 耶和华见证人和三位一体
耶和华见证人完全反对普遍基督教所相信的三位一体傳統教义。认为这是基督教错误的借鉴了古代異地的宗教信仰而产生的教义，不是基於《圣经》的主張。傳統基督教普遍認為只有一位上帝；聖父完全是上帝，聖子完全是上帝，聖靈完全是上帝；聖天父不是聖子，聖子不是聖靈，聖靈不是聖天父。

## 对上帝的新解
耶和华见证人认为，所谓圣父、圣子、圣灵完全不是三位一体，不存在所谓的三位一体的解释。
- 圣父，是永远存在的上帝耶和华，他创造了宇宙，拥有无限的力量和智慧，具有公正、慈爱、怜悯等特质。他除了创造世界万物也创造了天使。
- 圣子，也就是那位曾来到地上的耶稣基督，是上帝的头生子，在降生为人之前在天上是天使长，[1]名字叫做米迦勒[2]。[3][4]
- 圣灵，是上帝的强大动力，是一种能力。它并没有人的感觉，更不会有人的行为，借助圣灵的力量，人可以达成超越个人能力的事情。例如，《使徒行传》记载的說多种外语的能力。[5]

## 对三位一体起源的考查
耶和華見證人認為三位一体的整个神学体系是公元3世纪由罗马皇帝君士坦丁大帝所召開的大公會議引入，而最初的基督徒并不相信或者知道有三位一体的解释。他們還認為这一理论受到来自希腊、埃及和巴比伦文化的影响。

## 批评和反对意见
傳统基督教派中，三位一体是基本的教义。而在基督新教中，根据三位一体的神学体系，耶稣基督因为本身就是上帝本身，所以有着无与伦比的至高无上的地位。正统教派认为，否认三位一体等於否认耶稣基督的神性，从而否认《圣经·新约》中的重要人物耶稣所体现的精神。传统教派指《圣经》中虽然没有明文写出耶稣就是上帝，但很多神学研究者提出证据指《圣经》有暗示三位一体的说法。
耶和华见证人否定三位一体也就意味着来自传统基督教派对其的抨击乃至迫害就不可避免。因此在第二次世界大战之前，耶和华见证人尽管提出这些观点，但因受到来自各个教派的打压和排挤，其信众经常遭到攻击和身体伤害。至今，耶和华见证人在不少地方的传道工作也受到質疑、或被冠以異端之名。但尽管如此，耶和华见证人的信仰依旧得到了广泛传播。